# Altopiano del Loess
L'altopiano del Loess (Cinese Semplificato: 黄土高原; Chinese Tradizionale: 黃土高原; pinyin: huángtǔ gāoyuán) è un altopiano che copre un'area di circa 640.000 km² nella provincia dello Shanxi, dove il Fiume Giallo ha un corso molto irregolare.
È da questo punto in poi che il Fiume Giallo si può realmente definire tale: infatti, passando da queste zone desertiche, le acque vengono infiltrate da minuscole particelle di sabbia (loess), che danno loro il caratteristico colore giallo.
In questo altopiano sono sepolte le 8000 statue di guerrieri di terracotta, fatte costruire dall'imperatore Qin Shi Huangdi.

## Fonti
- Geografia dei continenti extraeuropei, Zanichelli